# كريس ماكنزي
كريس ماكنزي (بالإنجليزية: Chris Mackenzie)‏ (14 مايو 1972 في المملكة المتحدة - ) هو لاعب كرة قدم بريطاني في مركز حراسة المرمى. لعب مع روشدين ودايموندز وشروزبري تاون ونادي ليتون أورينت ونادي هيرفورد ونادي تشستر سيتي وAlfreton Town F.C. ‏ ونادي كيدرمينستر هاريرز لكرة القدم ونونيتون بورو ‏ وهنكلي يونايتد ‏ ونادي تلفورد يونايتد ونادي كوربي تاون.

## وصلات خارجية
- كريس ماكنزي على موقع قاعدة بيانات كرة القدم.إي يو (الإنجليزية)
- كريس ماكنزي على موقع Soccerbase.com (لاعب) (الإنجليزية)